# Zapolice (gmina)
Zapolice – gmina wiejska w województwie łódzkim, w powiecie zduńskowolskim. W latach 1975–1998 gmina położona była w województwie sieradzkim.
Siedziba gminy to Zapolice.
Według danych z 30 czerwca 2004 gminę zamieszkiwało 4688 osób.

## Położenie
Gmina Zapolice leży w południowej części powiatu zduńskowolskiego, w odległości 10 km od Sieradza i 7 km od Zduńskiej Woli.

## Rolnictwo
Gmina ma charakter typowo rolniczy, gleby bardzo przydatne do produkcji rolnej i sprzyjają uprawom pszenicy, jęczmienia oraz buraków. Gorsze gleby obsiane są żytem i mieszankami pastewnymi, sadzi się również ziemniaki.

## Przyroda
Na terenie gminy występują cztery zwarte kompleksy leśne, w tym trzy w północnej części gminy i jeden w południowej. Południowa część obszaru gminy Zapolice usytuowana jest na terenie parku krajobrazowego międzyrzecza Warty i Widawki.

### Rezerwaty przyrody
Na terenie gminy znajduje się rezerwat przyrody Korzeń chroniący torfowisko o charakterze przejściowym oraz dobrze zachowane fitocenozy olsu torfowcowego i porzeczkowego.

## Struktura powierzchni
Według danych z roku 2002 gmina Zapolice ma obszar 81,11 km², w tym:
- użytki rolne: 77%
- użytki leśne: 14%

Gmina stanowi 21,97% powierzchni powiatu.

## Demografia

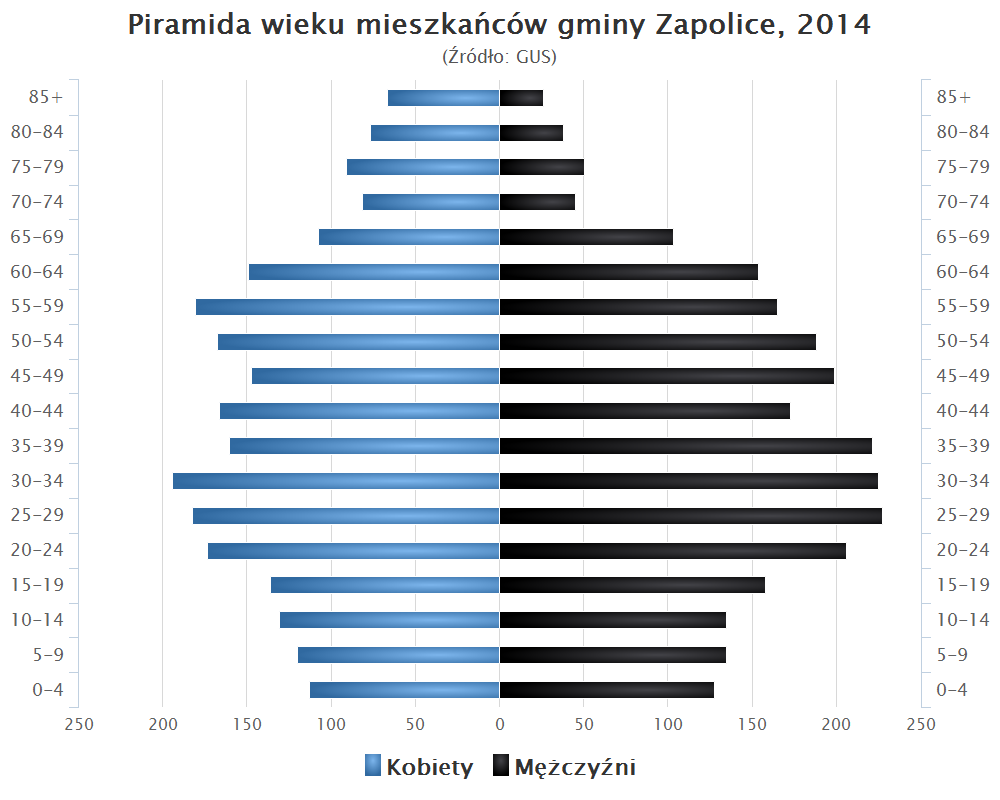
Piramida wieku mieszkańców gminy Zapolice w 2014 roku

Dane z 30 czerwca 2004:
| Opis                              | Ogółem | Ogółem | Kobiety | Kobiety | Mężczyźni | Mężczyźni |
| --------------------------------- | ------ | ------ | ------- | ------- | --------- | --------- |
| Jednostka                         | osób   | %      | osób    | %       | osób      | %         |
| Populacja                         | 4688   | 100    | 2256    | 48,1    | 2432      | 51,9      |
| Gęstość zaludnienia [mieszk./km²] | 57,8   | 57,8   | 27,8    | 27,8    | 30        | 30        |

## Sołectwa
Beleń, Branica, Holendry, Jelno, Jeziorko, Kalinowa, Marcelów, Marżynek, Młodawin, Paprotnia, Pstrokonie, Ptaszkowice, Rembieszów, Rembieszów-Kolonia, Rojków, Strońsko, Swędzieniejewice, Świerzyny, Woźniki, Wygiełzów, Zapolice.
Miejscowość bez statusu sołectwa: Beleń-Kolonia, Branica-Kolonia, Młodawin Dolny, Zamoście.

## Sąsiednie gminy
Burzenin, Sędziejowice, Sieradz, Widawa, Zduńska Wola (gmina wiejska), Zduńska Wola (miasto)